# بوب غريشام
بوب غريشام (بالإنجليزية: Bob Gresham)‏ هو لاعب كرة قدم أمريكية أمريكي، ولد في 9 يوليو 1948 في مقاطعة جيفرسون في الولايات المتحدة.

## وصلات خارجية
- بوب غريشام على موقع مرجع كرة القدم المحترفة.كوم (الإنجليزية)